# Йолдасис, Димитрис
Димитрис Йолдасис (греч. Δημήτρης Γιολδάσης; 1897, Вунеси, Трикала — 5 февраля 1993, Кардица) — греческий художник. Видный представитель «Поколения тридцатых» греческой живописи.

## Биография

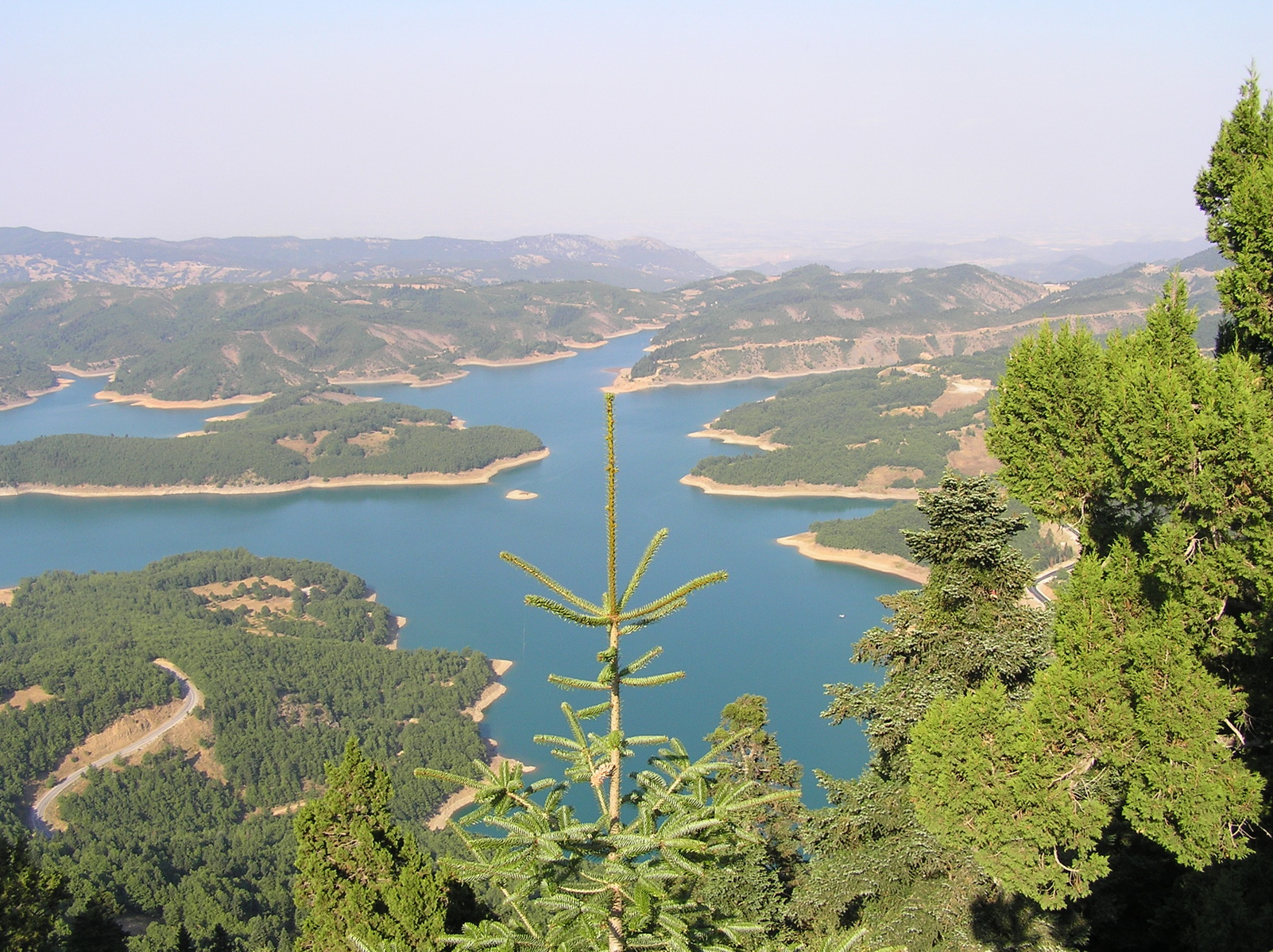
Озеро Пластира

Димитрис Йолдасис родился в 1897 году в селе Вунеси в номе Трикала в горной области Аграфа в Центральной Греции.
Сегодня село стало «прибрежным», после образования искусственного озера Пластира, именуется Морфовуни и принадлежит ному Кардица.
Аграфа — это греческая глубинка.
Аграфы в церковной истории (греч. άγραφα — дословно «не записанные») — изречения, приписываемые Иисусу Христу и не отражённые в четырёх канонических Евангелиях и область Аграфа имеют одну и ту же этимологию в греческом языке.
Османская оккупация греческих земель привела к массовой миграции населения. Нежелающие уживаться с мусульманами искали места ориентируясь на дороги — но от обратного: чем дальше от дорог, тем лучше. Так стали заселяться горные местности, которые никогда до того, ни в античную, ни в византийскую эпоху не населялись. Равнина в основном становится местом жизни мусульман, а горы — местом жизни греков. Фраза греческого историка А. Вакалопулоса «горы спасли и сохранили греческую нацию» в полной мере относится к Аграфа, с его «незаписанным» у осман населением.
Йолдасис родился в семье пастухов, одна ветвь которой происходила из Самарины в северной части хребта Пинда.
Бедность была постоянным спутником его детских лет.
Учился в начальной школе в близлежащих городах Кардица и Трикала.
По окончании четвёртого класса начальной школы стал работать на табачной фабрике.
Живописью увлёкся в 13 лет.
Годом позже и несмотря на отсутствие аттестата начальной школы, поступил в Афинскую школу изящных искусств, первоначально на факультет декоративного искусства, где учился у Викентия Бокацямбиса. Продолжил учёбу на факультете живописи, где его учителями были Гераниотис, Димитриос , Викатос, Спиридон и Яковидис, Георгиос.
Окончил школу в 1921 году.
Ещё будучи студентом, неоднократно получал призы, которые учредил греческий меценат Георгий Аверофф.
Однако по завершении учёбы и чтобы заработать себе на жизнь, художник готовил рекламные щиты и работал помощником сценографа.
Первоначально художник писал, в основном, портреты, следуя академическим стандартам, но вскоре совершил поворот к пейзажу и, в особенности, к изображению пейзажей и жизни фессалийской равнины, проникнутых знанием и любовью к своей родине.
В 1922 году впервые принял участие в групповой выставке в афинском Выставочном зале «Заппион».
В 1924 году его работы были отмечены на «Выставке десяти».
В том же году он отправился в Нью-Йорк, где работал сценографом в театре.
Но атмосфера космополитического Нью-Йорка не соответствовала его аскетическому характеру.
Через год, в 1925 году, художник вернулся в Афины.
Искусствовед Ольга Мендзафу пишет, что Йолдасис уже с десятилетия 1920—1930
«отвечает требованиям его эпохи». Мендзафу отмечает глубокую дружбу между Йолдасисом и Константином Малеасом, «инициатором новаторского духа, доминирующего в эту эпоху, что поощряло молодого художника следовать дорогам, отличных от того чему он учился в Школе изящных искусств».
Работы Йолдасиса отличаются «сильной декоративной тенденцией, которая основывается на свободном использовании линии и, в особенности, волнистой линии что характерно для его работ этого периода и является основным новаторским элементом его живописи».
В 1935 году Йолдасис, вместе с другими художниками, совершил поездку на Афон, результатом которой стал ряд эскизов монастырей и монахов, а также ряд текстов с его впечатлениями опубликованными в прессе.
С 1937 года художник преподавал черчение в гимназии Кардицы.
Принял участие в Панэллинских выставках 1938—1940 годов.

## Оккупация и Сопротивление
В годы тройной, германо-итало-болгарской, оккупации Греции, Йолдасис примкнул к партизанам прокоммунистической Народно-освободительной армии Греции. В горах Пинда художник принял участие в просвещении и культурных мероприятиях партизанской армии, а также оказал содействие в работе типографии.
Как впоследствии вспоминал Президент муниципальной галереи Кардицы, А.Питсавос, Йолдасис «оказал ценные услуги борьбе Национально-освободительного фронта Греции. Он никогда не скрывал свою мечту о социализме, также как и свой статус коммуниста». Одновременно Йолдасис иллюстрировал партизанскую сатирическую газету.
Вместе с другими художниками, Йолдасис расписал зал заседаний Политического комитета Национального освобождения в Корисхадес портретами героев Греческой революции 1821 года (росписи не сохранились).
После британской военной интервенции в Греции в декабре 1944 года, художник был арестован, но вскоре был освобождён.

## Послевоенные годы
В период 1948—1966 художник жил в Афинах.
В 1966 году художник был награждён Золотым крестом Королевского ордена Георга I.
В том же году художник вернулся в Кардицу и прожил здесь до конца своей жизни.
На родине художник написал огромный ряд пейзажей, включая городские пейзажи, которые сегодня имеют также историческую ценность.
Принял участие в «Панэллинских выставках» 1948, 1952, 1960, 1963, 1967, 1973, и 1975 годов, а также в групповых выставках греческих художников за рубежом.
Искусствовед Н.Мисирли пишет, что в работах художника присутствие людей неразрывно связано с их естественным пространством, но «Йолдасис не превращает их в декоративный элемент. Напротив, это они, люди, трансформируют равнину, наполняют её скирдами, растениями и семенами. Наклоняются над землёй и постепенно из рабочих трансформируются в певцов этого благословения…».
«Равнина и крестьянин являются для него одной, единственной, идеей, неделимым целым. Его опыт имеет последствия в специфике его живописи, и ведёт его к упрощению линий, цветов и композиции».
В 1977 году Национальная галерея Греции организовала выставку — ретроспективу работ художника.
В 1982 году художник был награждён Серебряной медалью города Кардица и получил титул «Почётного гражданина города».
В 1984 году он был награждён муниципалитетом греческой столицы «Золотой медалью города».
В 1989 году Афинская академия наук наградила его за книгу «Мой вклад в Культуру» (человеку), которая содержала его тексты и репродукции его картин.
Йолдасис умер в Кардице 5 февраля 1993 года.
Работы художника хранятся и выставляются в Национальной галерее Греции и других галереях страны.
Особенно много работ художника в фессалийских Муниципальной галерее Кардицы и Муниципальной галерее Ларисы (57 работ).

## Галерея и музей Йолдасиса
Приёмная дочь художника, Стелла Йолдаси (1924—2000), подарила его дом и мастерскую муниципалитету города Кардица, вместе с 2.500 работ Йолдасиса.
Муниципалитет организовал в доме художника «Галерею и музей Йолдасиса».
Первая выставка, организованная в связи с открытием музея в 2001, году именовалась «Кардица Йолдасиса».
В своей речи на открытии музея, его земляκ и почётный председатель Коммунистической партии Греции, Харилаос Флоракис, подчеркнул, что художник «был членом Национального Сопротивления и идеологом коммунистом. Йолдасис своей работой описал борьбу народа, его проблемы и оставил после себя памятник молодечества для всего народа, но в особенности для народа Кардицы».